# Liste der Biografien/Adv
Liste der Biografien |
Portal Biografien |
Personensuche
# |
A |
B |
C |
D |
E |
F |
G |
H |
I |
J |
K |
L |
M |
N |
O |
P |
Q |
R |
S |
T |
U |
V |
W |
X |
Y |
Z |
?
 
Aa |
Ab |
Ac |
Ad |
Ae |
Af |
Ag |
Ah |
Ai |
Aj |
Ak |
Al |
Am |
An |
Ao |
Ap |
Aq |
Ar |
As |
At |
Au |
Av |
Aw |
Ax |
Ay |
Az
 
Ada |
Adc |
Add |
Ade |
Adg |
Adh |
Adi |
Adj |
Adk |
Adl |
Adm |
Adn |
Ado |
Adr |
Ads |
Adt |
Adu |
Adv |
Adw |
Ady |
Adz
Die Liste der Biografien führt alle Personen auf, die in der deutschsprachigen Wikipedia einen Artikel haben. Dieses ist eine Teilliste mit 10 Einträgen von Personen, deren Namen mit den Buchstaben „Adv“ beginnt.

## Adv

### Adva
- Advani, Lal Krishna (* 1927), indischer Politiker
- Advani, Pankaj (* 1985), indischer English-Billard- und Snookerspieler

### Adve
- Advent, The (* 1970), portugiesischer Musiker, LiveAct und DJ
- Adventius († 875), Bischof von Metz (858–875)

### Advi
- Advincula, Jose F. (* 1952), philippinischer Geistlicher, römisch-katholischer Erzbischof von Manila, Kardinal, Großprior der philippinischen Statthalterei des Ritterordens vom Heiligen Grab zu Jerusalem
- Advíncula, Luis (* 1990), peruanischer Fußballspieler
- Advinent, Ulises (1834–1889), französischer Pianist, Komponist und Kapitän
- Advis, Luis (1935–2004), chilenischer Komponist und Philosoph

### Advo
- Advocaat, Dick (* 1947), niederländischer Fußballspieler und -trainerDick Advocaat (* 1947)

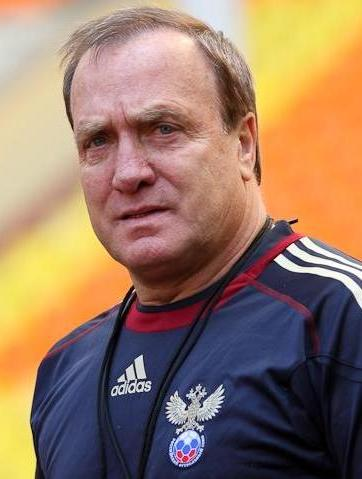
Dick Advocaat (* 1947)

- Advocaat, Joss (* 1995), kanadischer Geschwindigkeitsskifahrer